# Religio licita

L'expression religio licita est une notion controversée qui désigne le statut privilégié dont certaines religions auraient bénéficié dans la Rome antique.

## Thèse traditionnelle
Dans l'Empire romain, il existait un statut légal de religio licita (religion tolérée) qui accordait aux adeptes de certaines religions divers privilèges, concernant notamment la collecte de l'impôt, le service militaire et l'exemption du culte impérial. Au début de l'Empire, le judaïsme était le seul culte toléré à côté de la religion romaine (voir interpretatio romana), ce qui incluait, en dehors d'Italie, le culte impérial. Mais Tibère décida le bannissement de Rome de tous les « cultes étrangers », spécialement les « rites égyptien et juif ».
Dans la conception romaine, en contraste marqué avec la conception grecque, la religion était pratiquée en public : la participation à toute « religion à mystère » était punie par la loi. Le christianisme fut expressément déclaré religio illicita par Domitien dans les années 80 apr. J.-C. car il était perçu comme une superstitio judaica, une superstition dérivée du judaïsme proprement dit. 
Sous Constantin, le christianisme et d'autres religions furent déclarées tolérées par l'Édit de Milan en 313. Cette tolérance ne s'étendait pas aux religions qui pratiquaient le sacrifice humain, comme le druidisme. Cet état des choses dura jusqu'en 380, quand le christianisme, défini par le premier concile de Nicée, fut adopté comme religion d'État et les années suivantes les persécutions contre les cultes païens et chrétiens non-nicéens commencèrent. Priscillien fut exécuté pour hérésie en 385 et Théodose Ier mit hors la loi les rites païens en 391.

## Thèse actuelle
Il est souvent soutenu que l'Empire romain faisait une différence entre le « légal » (religio licita) et l'« illégal » (religio illicita), et que, par exemple, le judaïsme était une religio licita et le christianisme une religio illicita. Le terme religio licita fait sa première apparition chez Tertullien vers 200, dans son Apologétique, et n'avait apparemment aucune connotation officielle et Tessa Rajak va jusqu'à écrire que c'est Tertullien qui a créé ce terme. Il n'y a aucune preuve que les Romains (lesquels ?) aient parlé du judaïsme comme d'une religio licita et les arguments souvent avancés d'un édit de Jules César le gratifiant de ce statut ne sont pas acceptés par tous. Cet argument est fondé sur le récit de l'historien Flavius Josèphe dans ses Antiquités (14.2111-28) mais rien ne permet d'y voir la concession d'un statut de religio licita. Tant Rajak que Victor Rutgers notent la nature problématique de la preuve tirée de Josèphe. 
Rutgers écrit que l'État romain n'avait pas de « politique juive ». Les divers édits cités par Josèphe étaient locaux et étaient des règles formulées par des magistrats romains en réponse à des incidents particuliers et à des situations particulières dont ils étaient saisis. Ces édits de tolérance n'étaient pas généraux et applicables à l'ensemble de l'Empire, mais semblent avoir été pris sur une base cité par cité. Quoique les senatus-consultes aient été particuliers par nature, ils servaient aussi de précédents légaux auxquels les empereurs et les gouverneurs pouvaient recourir. Selon J.F Chemain, la religion romaine était purement civique : on a beaucoup vanté la grande tolérance religieuse de Rome, mais la limite de cette tolérance était que toute religion devait viser à l'accroissement, ou au moins au maintien de l'Empire, ainsi qu'au salut de l'empereur. César, le premier, cumula la direction de l'État et le Grand Pontificat ; son successeur, Auguste, fondateur du régime impérial, l'imita et désormais, l'empereur fut à la fois chef d'État et de religion. Au premier siècle après J.-C. il sera lui-même divinisé !
Il n'y a pas de preuve non plus (clarification demandée) de l'affirmation souvent soutenue que c'est sous l'empereur Domitien (81-96 ap. JC) que le christianisme devint une religio illicita. En fait, il serait étrange que Domitien ait établi une telle législation alors que le terme n'existait pas et n'était pas utilisé officiellement. De toute évidence, il est loin d'être clair que Domitien ait pu être conscient du christianisme comme groupe distinct du judaïsme, beaucoup moins qu'il ait persécuté ses adhérents. J.E.A Crake observe : « On ne peut donner une idée très claire de l'attitude de Domitien envers les chrétiens. Les écrivains chrétiens l'ont pointé comme hostile, mais ils semblent un peu incertains à établir pourquoi il méritait cette definition. »
La preuve contre Domitien dérive largement d'Eusèbe de Césarée, qui dans son Histoire Ecclésiastique préserva ce qui est supposé une portion de l'œuvre de Méliton de Sardes, qui mourut vers 180 et est réputé avoir été évêque de cette cité. Il nous reste seulement des fragments de son œuvre et sa plus grande partie (comme tant d'autres écrits des débuts du christianisme) a été transmis par Eusèbe. Ce document, titré Pétition à Antoninus, se réfère aux persécutions de Domitien : « De tous les empereurs, les seuls persuadés par de mauvais conseillers de déformer notre doctrine furent Néron et Domitien, ce qui fut la source de la coutume déraisonnable d'établir une fausse information sur les chrétiens » (Eusèbe, Histoire ecclésiastique, 4.26). Mais, ainsi que le note T.D Barnes, « Tous les autres auteurs qui dépeignent Domitien comme un persécuteur de chrétiens dérivent leur information de Méliton. Cette dépendance rend nul leur témoignage. Pour Méliton lui-même, il n'avait pas de preuve précise : il employa (ou inventa) l'histoire de la persécution de Domitien pour justifier son argument  que seuls les mauvais empereurs condamnaient les chrétiens ». Même W.H.C Frend qui dit « Domitien n'était pas homme à tolérer les déviations religieuses »  montre peu d'enthousiasme pour la persécution de Domitien, en concluant « la persécution de Domitien ne semble pas avoir fait de bruit. »
Comme conclut Crake « Ainsi que l'ont argumenté beaucoup de spécialistes récents, il n'y avait ni loi ou section de loi criminelle, ni législation spéciale dirigée contre les chrétiens prévoyant la persécution des chrétiens durant les deux premiers siècles » et « la preuve est légère pour présenter Domitien comme persécuteur des chrétiens » et T.D Barnes est d'accord pour observer que « ce serait une erreur de soutenir qu'il y avait une politique unique des Romains envers les cultes étrangers qui aurait été claire et permanente — et même que la loi romaine ait fourni un guide non équivoque sur ce sujet ».
Il est dès lors incorrect de parler d'une quelconque désignation officielle d'une religion comme religio licita, cette désignation impliquant une politique officielle qui n'a jamais existé. Le gouvernement romain n'avait jamais interféré avec les coutumes et traditions ancestrales des divers groupes ethniques placés sous son autorité dès lors qu'ils ne posaient aucun problème à l'État. Si le judaïsme était toléré, c'était parce que de façon générale toutes les religions (aussi différentes par la culture et l'ethnicité) étaient tolérées. Rutgers reconnaît que « les magistrats romains tolèrent les juifs non parce qu'ils étaient des consciences tolérantes, mais parce qu'ils n'avaient aucune raison de gêner les pratiques religieuses juives. » De fait, il n'y avait aucune base rationnelle pour déclarer le judaïsme religio licita et le christianisme religio illicita. Cela n'aurait pas été nécessaire dans un monde où, bien que désapprouvée, la superstition (superstitio) (ainsi que le judaïsme et le christianisme qui étaient vus par tant de Romains) n'était pas illégale.

## Position française
D'après Maurice Sartre, il est abusif de parler de religio licita à propos du judaïsme. Il soutient la thèse que les juifs ne bénéficiaient pas d'une situation privilégiée et que pour les Romains, la superstitio judaica englobait à la fois juifs et chrétiens.